# 王玉芳 (艺术家)
王玉芳（1942年12月—），女，彝族撒尼人，云南石林人，中国《阿诗玛》演唱艺人，被称为“活在民间的阿诗玛”。

## 生平
王玉芳是云南省昆明市石林彝族自治县长湖镇宜政村人。
2007年被中华人民共和国文化部确定为《阿诗玛》的国家级非物质文化遗产项目传承人，随着2013年另一位传承人毕华玉故去，王玉芳成为唯一一位《阿诗玛》的国家级非遗传承人。与毕华玉重在彝族传统文化的研究和整理不同的是，王玉芳主要口传和演唱《阿诗玛》。
王玉芳能演唱“喜调”、“老人调”、“悲调”、“哭调”、“骂调”等多种版本的《阿诗玛》，是目前石林唱《阿诗玛》最全、技艺最高的艺人。
除《阿诗玛》外，王玉芳也掌握《牧羊姑娘》、《圭山彩虹》、《竹叶长青》、《库吼调》、《地名调》等经典撒尼民歌的演唱。